# Барбадос на Светском првенству у атлетици у дворани 2004.
Барбадос је шести пут учествовао на 10. Светском првенству у атлетици у дворани 2004. одржаном у Будимпештиу од 5. до 7. марта. Репрезентацију Барбадоса представљала је 1 атлетичарка која се такмичила у трци на 800 метара.
На овом првенству такмичарка Барбадоса није освојила ниједну медаљу али је остварила најбољи лични резултат сезоне.

## Учесници
Жене:
- Шина Гудинг — 800 м

## Резултати

### Жене
| Атлетичарка | Дисциплина | Лични рекорд | Квалификације | Квалификације | Полуфинале            | Полуфинале            | Финале                | Финале  | Детаљи |
| Атлетичарка | Дисциплина | Лични рекорд | Резултат      | Место         | Резултат              | Место                 | Резултат              | Место   | Детаљи |
| ----------- | ---------- | ------------ | ------------- | ------------- | --------------------- | --------------------- | --------------------- | ------- | ------ |
| Шина Гудинг | 800 м      |              | 2:06,97 ЛРС   | 5. у гр. 1    | Није се квалификовала | Није се квалификовала | Није се квалификовала | 25 / 29 |        |